# José Manuel Pareja
José Manuel Pareja y Septien (Lima, 8 de febrero de 1813 - Valparaíso, 30 de noviembre de 1865) fue un marino y militar español, teniente general de la Real Armada.

## Biografía
Fue hijo del brigadier Antonio Pareja, destacado Oficial de la Armada Española que se había trasladado a América del Sur para combatir contra los independentistas chilenos, nació en la ciudad de Lima en 1813 dos meses después de la partida de su padre a Chile quien pese a sus éxitos militares falleció por enfermedad pocos meses después. El 5 de noviembre de 1827 sentó plaza de guardiamarina en el departamento de Cádiz. Realizó los correspondientes embarcos de su clase y viajó por casi todo el planeta, llegando en uno de ellos a las islas Filipinas. En 1831 hizo el crucero de instrucción a bordo de la fragata Perla, que era en esos momentos el buque-escuela de guardiamarinas. 

### La carlistada
El 16 de noviembre de 1833 fue ascendido a alférez de navío. Con este grado, y embarcado en la fragata 
Lealtad, participó en los combates contra las fuerzas rebeldes durante la Primera Guerra Carlista. Un temporal del noroeste hizo naufragar a la Lealtad a la altura del Sardinero de Santander, salvándose Pareja nadando hasta la costa. Después de un tiempo de destino en el arsenal de La Carraca, regresó al bloqueo de las costas del Cantábrico en 1835. 
Prestó su apoyo, al mando de la trincadura Valdés, a la salida de las fuerzas de guarnición de San Sebastián y en varias ocasiones aprovisionó con gran peligro al fuerte de Guetaria, estando bajo el fuego de la artillería carlista. Por estos hechos le fue concedida la Cruz de la Diadema Real de Marina y el mando de la trincadura Churruca. 
El 5 de mayo de 1836, al mando de la Churruca, contribuyó con sus fuegos a la ruptura del frente de San Sebastián y la posterior toma del puerto de Pasajes. Por su comportamiento en estas operaciones se le concedió la cruz de primera clase de la Orden de San Fernando y fue propuesto por sus superiores para su ascenso por méritos de guerra. También actuó con la Churruca en la batalla de Luchana, siéndole impuesta la cruz de San Fernando de primera clase en el propio campo de batalla por el general Espartero. Obtuvo asimismo la cruz de distinción del Tercer Sitio de Bilbao, siendo declarado Benemérito de la Patria por el Congreso Constituyente. 
En 1837 fue ascendido a teniente de navío por las propuestas anteriores y participó en el ataque y la capitulación de las plazas de Irún, Fuenterrabía, Ondárroa y Deva. En 1838 tomó parte en las operaciones sobre las poblaciones de Orio y Zarauz. En 1839 sostuvo varios combates en el puerto de Santoña y la ría de Limpias en apoyo de las tropas de Isabel II.

### Servicios en España y Ultramar
Poco tiempo después cruzó a la isla de Cuba, donde se le dio el mando del pailebote Teresita, con el que llevó a cabo diferentes servicios por las aguas del Caribe. En 1843, habiendo vuelto de Cuba, se encontraba con licencia en el Puerto de Santa María y se puso de parte de los alzados en el pronunciamiento contra el Regente Espartero, por lo que pasó a Sevilla, poniéndose a las órdenes del teniente general José Primo de Rivera. Con este jefe y algunos buques de las fuerzas navales bloqueó el puerto de Cádiz, hasta lograr su adhesión. 
Siendo ya capitán de fragata, prestó servicios de guardacostas en la costa de Levante. Fue destinado poco después como secretario de la comandancia general del apostadero de La Habana, donde tuvo que llegar realizando una larga travesía. Volvió a la península y recibió el mando del vapor Colón, efectuando servicios por el Mediterráneo. Tomó parte en la expedición a la península itálica en ayuda de los Estados Pontificios, estando incorporado su buque a la división del general Bustillo. Por los servicios prestados, el Papa le concedió la encomienda de la Orden de San Gregorio y en España, se le concedió la de Carlos III. 
De nuevo fue destinado a Cuba y en ella al apostadero de La Habana. En una ocasión varó con su buque en la costa norte de la isla; se le formó consecuentemente un juicio sumarísimo, del que salió absuelto, rehabilitándosele en el mando del vapor Colón. El 7 de noviembre de 1851, fue ascendido a capitán de navío y se le nombró mayor general del apostadero. 
En 1857, pasó de nuevo a España, desempeñando su servicio como subinspector del arsenal de El Ferrol. Se le asignó posteriormente el mando del navío Reina doña Isabel II, siendo ascendido a brigadier. Con este empleo fue director de armamentos en el Ministerio de Marina. 
En 1862, se le entregó la comandancia general de La Carraca, y en 1863, después de una licencia por enfermedad, fue ascendido a jefe de escuadra y volvió a mandar el Arsenal. En 1864 fue ministro de Marina por un periodo de siete meses en el gabinete de Alejandro Mon y senador del Reino.

### Guerra hispano-sudamericana
El 22 de octubre de 1864, se le nombró comandante general de la escuadra del Pacífico, en sustitución del almirante Luis Hernández-Pinzón Álvarez, arbolando su insignia en la fragata de hélice de primera clase Villa de Madrid, de 50 cañones. Se le revistió del carácter de enviado extraordinario y ministro plenipotenciario cerca de la República Peruana, y tomó el mando en el fondeadero de las islas Chincha. 
Pareja negoció un tratado, que se denominó Tratado de Vivanco-Pareja, por el que España devolvía las islas Chinchas y Perú saludaría al pabellón español, reconocía al comisario enviado por la Reina, Eusebio Salazar y Mazarredo, y pagaría 3 millones de pesos en indemnización. Esta protocolaria acción se llevó a cabo, a bordo de la fragata Villa de Bilbao, en la bahía de El Callao el 27 de enero de 1865. El Gobierno aprobó dicho tratado y le ascendió ese mismo año a teniente general de la Armada. 
Pocos días después de la firma desembarcaron algunos marineros de la fragata Resolución en El Callao, pero el descontento del pueblo exaltado se manifestó en turba que se lanzó contra los españoles el 5 de febrero de 1865. Resultó muerto el cabo de mar Esteban Fradera, que al verse rodeado se defendió y con su cuchillo logró matar a tres violentos y herir a otros siete, pero la multitud se le echó encima causándole la muerte. El general Pareja pidió las debidas explicaciones, que fueron dadas por el gobierno del Perú, castigando a los culpables y dando una indemnización de 6000 pesos fuertes a los familiares del cabo Fradera. 
Habiendo declarado la guerra a España los gobiernos de Ecuador, Bolivia, Perú y Chile por la citada ocupación de las islas Chincha, y en vista de que en los puertos de este último país se impedía el carboneo de los buques españoles, el ministro de España, Salvador de Tavira, arregló la cuestión de tal manera que el general Pareja opinó que era en contra del decoro y del honor de España. Puesto en conocimiento del Gobierno, éste destituyó a Tavira y nombró al general Pareja como plenipotenciario también en Chile. 
Al llegar a sus manos las credenciales, fue a carbonear al puerto de Caldera, dejando dos buques en El Callao al mando del capitán de navío Casto Méndez Núñez. Todos los buques del mando inmediato del general fueron llegando a Valparaíso; el buque insignia lo realizó el mismo día en que en Chile se celebraba la fiesta de la independencia. La goleta Covadonga en el puerto de Cabija y las fragatas Blanca y Berenguela quedaron en el puerto de Caldera para bloquearlo, esperando las gestiones diplomáticas del general Pareja. Al tener éstas resultado negativo, se declaró el bloqueo de los puertos de Chile, continuando el 26 de noviembre, en que la goleta Covadonga fue apresada por la chilena Esmeralda, con la treta de arbolar bandera británica, en el combate de Papudo, a 50 millas de Valparaíso. 
La noticia de estos sorpresivos hechos perpetrados por el buque de un país que prácticamente carecía de fuerza naval, la suposición de que hubiera corrido la misma suerte la corbeta Vencedora, la declaración de guerra de la República Peruana y la actitud de la República de Chile contraria a los intereses de España deprimieron profundamente al marino español quien, sintiéndose fracasado, optó por suicidarse.
Pedro de Novo y Colson escribe sobre Pareja:: 320 
No es posible desconocer que el digno General [Pareja] demostraba hacia Chile escasas simpatías; pero si este sentimiento de su alma no encontrara explicación en las hostilidades habían mostrado a España, la encontrara muy cumplida en el recuerdo de su padre, muerto a manos de los insurrectos de Chile en la guerra de su independencia.